# Bekhals Tears
Bekhal's Tears 2005 (Svenska:Bekhals tårar) (Kurdiska:Firmîskî Bêxal) är en kurdisk film regisserad av Lauand Omar. Filmen är inspelad i södra Kurdistan.

## Skådespelare
1. Ozzie Aziz
2. Aware Xan
3. Peyuand Ismael Hawez